# Каменный цветок (балет Прокофьева)
«Каменный цветок» («Сказ о каменном цветке»), соч. 118 — балет Сергея Прокофьева в четырёх актах и восьми сценах с прологом и эпилогом на либретто Миры Мендельсон и Леонида Лавровского по мотивам уральских сказов Павла Бажова. Премьера состоялась 12 февраля 1954 года в Большом театре Союза ССР под названием «Сказ о каменном цветке». Вторая редакция в постановке Юрия Григоровича и Аллы Шелест получила название «Каменный цветок» и состоит из трёх действий, премьера прошла 22 апреля 1957 года в Кировском театре.

## История создания
Идея создания балета на русский национальный сюжет пришла к Сергею Прокофьеву ещё в конце 1930-х годов во время работы над «Золушкой». В поисках подходящего сюжета он обратился к произведениям Пушкина и к «Снегурочке» Островского. Однако все эти произведения уже были использованы в качестве сюжетов другими композиторами, и Прокофьев на время отказался от этой идеи.
Через несколько лет в руки Прокофьева попала «Малахитовая шкатулка» Бажова. Под впечатлением от книги он принялся за сочинение музыки на её сюжет. Сочинением либретто занялись жена композитора Мира Мендельсон-Прокофьева и балетмейстер Леонид Лавровский. В основу сюжета были положены сказы Бажова «Каменный цветок» и «Горный мастер». Некоторые сюжетные линии, в частности образ приказчика Северьяна, были позаимствованы авторами из двух других Бажовских сказов: «Приказчиковы подошвы» и «Огневушка-поскакушка».

Работая над балетом, Прокофьев изучал уральский фольклор. Он использовал в своём сочинении мелодии нескольких народных песен, например, в сцене народного веселья в шестой картине и в сценах девичника Катерины. Композитор работал над новым балетом с большим воодушевлением. По воспоминаниям Леонида Лавровского, когда он однажды заехал к Прокофьеву в Подмосковье, где он имел обыкновение проводить лето, он застал композитора в чрезвычайном возбуждении. 
«Вы знаете, — крикнул он мне, — я нашёл тему Хозяйки. Вот она!». Прокофьев проиграл мне вступление к балету, дирижируя тростью, словно перед ним был целый оркестр. «Тему будут играть трубы» — сказал он.
 Музыка балета была написана композитором достаточно быстро. Начав работу 18 сентября 1948 года, в конце 1949 он уже закончил клавир. Балет был одобрен администрацией Большого театра, однако работа над постановкой была начата лишь через четыре года. За это время Прокофьев переписал некоторые номера из балета заново. Первые репетиции в Большом театре состоялись 1 марта 1953 года.
Сергей Прокофьев не дожил почти год до премьеры своего балета. Он скончался вечером 5 марта 1953 года. Сохранились свидетельства, что в день своей смерти он работал над оркестровкой новых номеров «Каменного цветка».

## Действующие лица
- Данила, мастер-камнерез
- Катерина, его невеста
- Хозяйка Медной горы
- Северьян, барский приказчик
- Огневушка-поскакушка
- Обережные Северьяна
- Подружки Катерины
- Дружки Данилы
- Купчиха
- Купцы
- Торговки
- Скоморохи
- Гармонист
- Молодая цыганка
- Молодой цыган
- Цыгане-гитаристы
- Старый цыган
- Горбун
- Аметисты
- Самоцветы
- Девушки, «неженатики», торговцы, цыгане, «драгоценные камни», народ

## Либретто
По либретто М. Прокофьевой и Л. Лавровского, по мотивам уральских сказок П. Бажова «Малахитовая шкатулка», «Каменный цветок», «Горный мастер», «Приказчиковы подошвы» и «Огневушка-поскакушка».
Действующие лица: Данила, Катерина, Хозяйка медной горы, Северьян, Обережные, Две девушки, Два дружка, Самоцветы, Купчиха, Купцы, 1-я торговка, 2-я торговка, Скоморохи, Молодая цыганка, Молодой цыган, Строгая цыганка, Старый цыган, Цыгане-гитаристы, Огневушка-поскакушка.
Сцены
1. Молодой уральский камнерез Данила мечтает воплотить в малахите прелесть живого цветка. Но сколько он ни бьётся, не нравится ему чаша!
2. На сцене появляется Катерина, возлюбленная невеста Данилы. (Дуэт).
3. Весёлое празднество в избе помолвки Катерины и Данилы, она прощается с подружками, начинаются танцы.
4. Появляется незваный гость, приказчик Северьян. Танцы обрываются. Он требует у Данилы заказанную малахитовую чашу, тот отказывается ему отдать неготовую работу. Северьян замахивается на Данилу плёткой. В этот момент сластолюбивый и подлый приказчик видит перед собой Катерину и хочет её обнять. Друзья преграждают ему путь, и Северьян удаляется. Веселье разладилось, гости расходятся. Уходит и Катерина, потому что Данила погружён в свои мысли о малахитовом цветке.
5. В его видении возникает Хозяйка Медной Горы, хранительница подземных сокровищ, единственная, кто знает тайну каменного цветка, который она держит в своих руках. Цветок ослепительно сияет, и Данила разбивает своё несовершенное творение, уходит в забытьё.
6. Данила приходит в себя в заповедном месте, на Змеиной Горе. Перед ним, как призрак, то появляется, то исчезает Хозяйка медной горы, принимающая облик то золотой ящерицы, то прекрасной девушки. Она вводит Данилу в своё царство с восхитительными сверкающими самоцветами. Данила умоляет показать ему каменный цветок, который наконец вырастает перед ним, как символ непреходящей красоты, зачаровывая Данилу…
7. Изба Данилы. Томится Катерина в ожидании суженого, которого нет как несколько дней. Проведав, что Катерина одна, Северьян проникает в дом. Катерина замахивается серпом на приказчика, тот, зло усмехаясь, удаляется восвояси. Катерина решает идти на поиски Данилы.
8. В чертогах Хозяйки медной горы Данила трудится над каменным цветком. А Хозяйка открывает перед ним всё новые секреты мастерства.
9. Ярмарка. Всеобщее веселье, пляска. Грустная Катерина пришла сюда в поисках Данилы. В окружении цыган появляется пьяный Северьян, он грубо хватает Катерину и пытается увести её с собой. Народ отбивает девушку, в ярости Северьян бросается с плёткой на толпу. Катерина убегает. Но она ли это?
10. Не Катерина, а какая-то другая девушка перед ним, её взгляд околдовывает Северьяна, он бежит за таинственной незнакомкой, а она манит его за собой и приводит к Змеиной Горке. Северьян стреляет, она лишь спокойно ловит пульку и бросает её к ногам приказчика, который наконец-то понимает, что перед ним — Хозяйка Медной горы. Он просит её о пощаде, но по воле разгневанной Хозяйки земля поглощает Северьяна.
11. Зимний лес. Поиски Данилы привели Катерину на Змеиную Горку. Она греется у костра, из которого появляется сказочное существо Огневушка-поскакушка (вариация).
12. Царство Хозяйки Медной горы. Данила создаёт чудесный цветок, образ которого давно жил в его мечтах. Он с восторгом показывает своё творенье Хозяйке, она умоляет не покидать её… Но сердце Данилы отдано Катерине. Хозяйка завораживает Данилу, теперь он неподвижен, подобно камню.
13. Следуя за Огневушкой, Катерина попадает во владения Хозяйки. Сердце подсказывает — Данила близко. Она зовёт его. По велению Хозяйки Медной Горы возникает «каменный Данила». Вдруг «Данила» исчезает и Хозяйка тоже. Катерина остаётся одна.
14. Хозяйку Медной Горы растрогала самоотверженная любовь девушки, и, освободив Данилу от чар, она в последний раз предлагает ему остаться в царстве. Но Данила, познавший силу и тайну камня, стремится передать это людям, и к своей любимой на землю родную.
15. Весеннее утро. Возвращение Данилы и Катерины к людям. Всеобщее ликование[4].

## Структура
Примерная продолжительность — 130 минут.
Пролог
№ 1 Хозяйка Медной горы
№ 2 Данило и его труд
Действие 1
Картина 1
№ 3 Данило в поисках цветка
№ 4 Встреча Данилы с односельчанами
№ 5 Сцена и лирический дуэт Катерины с Данилой
№ 6 Интермедия 1. Сцена Северьяна с рабочими
Картина 2
№ 7 Хороводная
№ 8 Прощание Катерины с подружками
№ 9 Танец девушек
№ 10 Танец Данилы
№ 11 Танец неженатиков
№ 12 Приход Северьяна
№ 13 Спор о каменном цветке
№ 14 Лирическая сцена Катерины и Данилы
№ 15 Думы Данилы
Картина 3
№ 16 Хозяйка Медной горы увлекает Данилу за собой
Действие 2
Картина 4
№ 17 Хозяйка Медной горы показывает Даниле богатства земли
№ 18 Дуэт Хозяйки и Данилы (1-е испытание)
№ 19 Вальс алмазов и сцена (2-е испытание)
№ 20 Танец русских самоцветов (3-е испытание)
№ 21 Вальс
№ 22 Монолог Данилы и ответ Хозяйки
№ 23 Хозяйка показывает Даниле каменный цветок
№ 24 Северьян и рабочие. Предостережение Хозяйки
Картина 5
№ 25 Сцена и танец Катерины (думы о Данилушке)
№ 26 Приход Северьяна
№ 27 Где ты, Данилушка?
№ 28 Явление Хозяйки и радость Катерины
Действие 3
Картина 6
№ 29 Уральская рапсодия
№ 30 Интермедия
№ 31 Русский танец
Картина 7
№ 32 Цыганская пляска
№ 33 Пляс Северьяна
№ 34 Соло цыганки и общая кода
№ 35 Выход Катерины и буйство Северьяна
№ 36 Появление цыганки и сцена прирастания Северьяна к земле
№ 37 Погоня Северьяна
№ 38 Гибель Северьяна
Действие 4
Картина 8
№ 39 Катерина у костра
№ 40 Сцена и танец Катерины
№ 41 Катерина следует за Огневушкой
№ 42 Диалог Катерины с Хозяйкой
№ 43 Каменный Данило
№ 44 Радость встречи Катерины с Данилой (Адажио)
№ 45 Хозяйка Медной горы одаривает Катерину и Данилу
Эпилог

## Состав оркестра
Оркестр для исполнения балета состоит из следующих инструментов:

| Деревянные духовые - Флейта-пикколо - 2 флейты - 2 гобоя - Английский рожок - 2 кларнета в строе Си-бемоль - Кларнета в строе Ми-бемоль - Бас-кларнет - 2 фагота - Контрафагот | Медные духовые - 4 валторны - 3 трубы - 3 тромбона - Туба Ударные - Литавры - Треугольник - Кастаньеты | - Деревянная коробочка - Бубен - Малый барабан - Тарелки - Большой барабан - Гонг - Колокола - Ксилофон | Клавишные - Фортепиано Струнные - Скрипки - Альты - Виолончели - Контрабасы - Арфа |

## Постановки
- Большой театр, Москва. Премьера — 12 февраля 1954 года под названием «Сказ о каменном цветке». Дирижёр — Юрий Файер. Балетмейстер — Леонид Лавровский. Художник — Тамара Старженецкая[6]. В роли Катерины — Галина Уланова. Вторая постановка Лавровского — балет «Каменный цветок» на сцене Финской оперы, Хельсинки, 1961[7].
- Театр оперы и балета им. С. М. Кирова, Ленинград. Премьера — 22 апреля 1957 года под названием «Каменный цветок». Дирижёр — Юрий Гамалей, балетмейстер — Юрий Григорович, ассистент балетмейстера и постановщик спектакля Алла Шелест, художник — Симон Вирсаладзе. Хозяйка Медной горы — Алла Осипенко[8].
- Екатеринбургский театр оперы и балета. Премьера — 2008 год, постановка Андрея Петрова. Вторая постановка — 4 апреля 2025 года: дирижёр — Павел Клиничев, хореограф-постановщик — Антон Пимонов, режиссёр, художник-постановщик — Юлиана Лайкова.

В 1959 году Григорович перенёс постановку своей редакции балета на сцену Большого театра в Москве. Майя Плисецкая исполняла партию Хозяйки Медной горы на сцене Большого театра как в 1954 году в постановке Лавровского, так и в 1959 году в постановке Григоровича. Впоследствии эта постановка шла и идёт на сцене Новосибирского театра оперы и балета, Хозяйка Медной горы — Флора Кайдани; Театра им К. С. Станиславского и Вл. И. Немировича-Данченко; Краснодарского театра балета Юрия Григоровича; Красноярского государственного театра оперы и балета, Хозяйка Медной горы — Анна Оль.
В рамках празднования «Года Прокофьева», объявленного в России 2016 году в ознаменование 125-летия со дня рождения композитора, в Мариинском театре была возобновлена постановка Григоровича, отсутствовавшая в репертуаре с 1991 года, и её премьера состоялась 6 декабря 2016 года.
- Сталинский театр оперы и балета, Сталино. Премьера — 1961 год. Художник-постановщик Василия Коноваленко. Хореограф — К. Муллер. До этого Коноваленко принимал участие в постановке театра оперы и балета им. С. М. Кирова (в творческой группе с Вирсаладзе и Григоровичем).

## Дискография
| Год записи | Оркестр                                                      | Дирижёр                 | Лейбл                          |
| ---------- | ------------------------------------------------------------ | ----------------------- | ------------------------------ |
| 1968       | Симфонический оркестр Большого театра                        | Геннадий Рождественский | Мелодия 3LP 33Д—023391-6. Mono |
| 1995/1997  | Ганноверский филармонический оркестр Северогерманского радио | Михаил Юровский         | CPO                            |
| 2003       | Филармонический оркестр Би-Би-Си                             | Джанандреа Нозеда       | Chandos Records                |